# Felipe Cruz Martínez
Felipe Cruz Martínez, (Cambil, Jaén, 1921 - L'Hospitalet de Llobregat, El Barcelonès, 1 de juny 1981) va ser un militant del Partit Socialista Unificat de Catalunya i lluitador veïnal antifranquista.

## Biografia
Va néixer l'any 1921 a Cambil, Jaén, al si d'una família fortament polititzada. L'any 1936, amb només quinze anys, es va escapar a les muntanyes de la província per lluitar amb els republicans i durant la Guerra Civil va obtenir el grau de tinent de l'Exèrcit Popular. L'any 1943, amb 21 anys, va marxar a Linares amb Pura Fernández García, amb qui va contraure matrimoni consuetudinari.
Felipe Cruz, lampista de professió, va decidir marxar a Barcelona l'any 1948 després de la detenció a Jaén de diversos militants de les Joventuts Comunistes, organització de la qual hi formava part. Mesos més tard, la seva muller, Pura Fernández, va emigrar cap a la capital catalana amb els seus dos fills i s'instal·laren en una barraca del barri de La Bomba, a l'Hospitalet de Llobregat, on van viure prop de 15 anys.
Aquell mateix any va començar a treballar a l'empresa tèxtil L'Espanya Industrial, on va tenir els primers contactes amb la resistència antifranquista catalana. Durant la primera meitat dels anys cinquanta, fruit de la seva militància al PSUC, va crear amb Antonio Fernández González una cèl·lula del partit a la companyia fabril. Felipe Cruz s'encarregava de captar activistes, repartir propaganda i recollir les cotitzacions de l'empresa.
L'any 1957, arran de la segona vaga de tramvies, va ser detingut i jutjat en consell de guerra, juntament amb una cinquantena de militants del PSUC. Tres anys després, el 1961, va ser detingut novament i empresonat a la Model de Barcelona acusat de propaganda il·legal. Per aquest fet va ser condemnat i traslladat a la presó de Saragossa, on va coincidir amb Jordi Pujol, i finalment al penal de Cáceres. L'any 1963 va ser indultat amb motiu de la mort del papa Joan XXIII.
Posteriorment, el 20 de novembre de 1964, Felipe i la seva dona, Pura Fernández, van participar en la fundació de Comissions Obreres de Catalunya, a l'església de Sant Medir del barri barceloní de la Bordeta. El Primer de Maig de l'any 1967, en un acte al barri barceloní de Torre Baró, la policia va detenir 44 persones, entre les quals, Felipe Cruz i Pura Fernández. A les 72 hores, Pura va ser posada en llibertat, però Felipe va ingressar a presó durant tres mesos.
El 21 d'abril de 1968, van ser detinguts novament quan sortien de l'església de Santa Eulàlia de Provençana, on estaven preparant amb una vintena de militants dels PSUC i CCOO la celebració del Primer de Maig. Felipe Cruz va tornar a ser empresonat diversos mesos a la Model i Pura Fernández va ingressar a la presó de dones de la Trinitat.
Durant la Transició, Felipe Cruz es va enfrontar amb la direcció del PSUC davant la renúncia del partit a la República i el leninisme, així com el suport als Pactes de la Moncloa i l'eurocomunisme. Va morir l'1 de juny de 1981 a l'Hospitalet de Llobregat.